# Gran Premio motociclistico di Spagna 1982
Il Gran Premio motociclistico di Spagna 1982 fu il quarto appuntamento del motomondiale 1982.
Si svolse il 23 maggio 1982 sul circuito permanente del Jarama, e corsero le classi 50, 125, 250 e 500, alla presenza di oltre 60.000 spettatori.
In 500 Freddie Spencer, partito in pole position, si ritirò dopo pochi giri per problemi all'accensione; andarono quindi in testa le Yamaha di Kenny Roberts e Barry Sheene, che conclusero nell'ordine. Terzo Franco Uncini nonostante una pessima partenza e problemi di alimentazione. Quinto posto per Marco Lucchinelli, ancora dolorante ad un piede dopo la caduta di Salisburgo.
Vittoria di Carlos Lavado nella 250 dopo il ritiro di Jean-François Baldé e di Didier de Radiguès.
Lotta a sei in 125, da cui uscì vincitore Ángel Nieto. Lo spagnolo corse anche in 500 con una Honda, unica volta in cui ha corso in questa categoria, ritirandosi a causa di una caduta mentre stava rimontando.
Stefan Dörflinger vinse in 50 davanti a Eugenio Lazzarini, che portava al debutto la nuova Garelli.

## Classe 500

### Arrivati al traguardo
| Pos. | Nº | Pilota            | Squadra                    | Motocicletta | Giri | Tempo     | Griglia | Punti |
| ---- | -- | ----------------- | -------------------------- | ------------ | ---- | --------- | ------- | ----- |
| 1º   | 3  | Kenny Roberts     | Yamaha Motor Company       | Yamaha       | 37   | 57:08.040 | 3       | 15    |
| 2º   | 7  | Barry Sheene      | Yamaha Motor Company       | Yamaha       | 37   | +8.250    | 5       | 12    |
| 3º   | 13 | Franco Uncini     | Gallina Team Suzuki        | Suzuki       | 37   | +13.750   | 4       | 10    |
| 4º   | 4  | Graeme Crosby     | Marlboro Team Agostini     | Yamaha       | 37   | +45.540   | 6       | 8     |
| 5º   | 1  | Marco Lucchinelli | Honda International Racing | Honda        | 37   | +53.620   | 8       | 6     |
| 6º   | 26 | Takazumi Katayama | Honda International Racing | Honda        | 37   | +1:17.880 | 10      | 5     |
| 7º   | 9  | Marc Fontan       | Sonauto Gauloises          | Yamaha       | 36   | +1 giro   | 12      | 4     |
| 8º   | 16 | Víctor Palomo     |                            | Suzuki       | 36   | +1 giro   | 18      | 3     |
| 9º   | 8  | Kork Ballington   | Team Kawasaki              | Kawasaki     | 36   | +1 giro   | 11      | 2     |
| 10º  | 12 | Guido Paci        | MDS Belgarda               | Yamaha       | 36   | +1 giro   | 15      | 1     |
| 11º  | 31 | Lorenzo Ghiselli  |                            | Suzuki       | 36   | +1 giro   | 20      |       |
| 12º  | 40 | Philippe Coulon   | Coulon Marlboro Tissot     | Suzuki       | 36   | +1 giro   | 25      |       |
| 13º  | 22 | Steve Parrish     | Mitsui Yamaha              | Yamaha       | 36   | +1 giro   | 22      |       |
| 14º  | 36 | Peter Sjöström    |                            | Suzuki       | 36   | +1 giro   | 27      |       |
| 15º  | 34 | Bengt Slydal      |                            | Suzuki       | 36   | +1 giro   | 24      |       |
| 16º  | 25 | Franck Gross      |                            | Suzuki       | 35   | +2 giri   | 23      |       |
| 17º  | 32 | Jean Lafond       |                            | Fior         | 35   | +2 giri   | 26      |       |
| 18º  | 27 | Carlos Morante    |                            | Suzuki       | 35   | +2 giri   | 31      |       |
| 19º  | 33 | Marco Greco       |                            | Suzuki       | 32   | +2 giri   | 30      |       |

### Ritirati
| Nº | Pilota            | Squadra                    | Motocicletta | Griglia |
| -- | ----------------- | -------------------------- | ------------ | ------- |
| 2  | Randy Mamola      | HB Suzuki                  | Suzuki       | 7       |
| 5  | Jack Middelburg   | Ergon Suzuki Racing        | Suzuki       | 2       |
| 11 | Bernard Fau       | GPA Total                  | Suzuki       | 19      |
| 15 | Seppo Rossi       |                            | Suzuki       | 9       |
| 17 | Michel Frutschi   | Moto Sanvenero             | Sanvenero    | 13      |
| 18 | Graziano Rossi    | Marlboro Team Agostini     | Yamaha       | 21      |
| 20 | Sergio Pellandini |                            | Suzuki       | 17      |
| 23 | Freddie Spencer   | Honda International Racing | Honda        | 1       |
| 37 | Ángel Nieto       |                            | Honda        | 14      |
| 39 | Marco Papa        |                            | Suzuki       | 28      |
| 41 | Guy Bertin        | Moto Sanvenero             | Sanvenero    | 29      |

### Non partito
| Nº | Pilota         | Squadra             | Motocicletta | Griglia |
| -- | -------------- | ------------------- | ------------ | ------- |
| 30 | Loris Reggiani | Gallina Team Suzuki | Suzuki       | 16      |

### Non qualificato
| Pilota         | Motocicletta |
| -------------- | ------------ |
| Carlos Morante | Suzuki       |

## Classe 250
32 piloti alla partenza.

### Arrivati al traguardo
| Pos. | Pilota                 | Motocicletta    | Tempo     | Griglia | Punti |
| ---- | ---------------------- | --------------- | --------- | ------- | ----- |
| 1º   | Carlos Lavado          | Yamaha          | 49:58.190 | 6       | 15    |
| 2º   | Jean-Louis Tournadre   | Yamaha          | +10.450   | 4       | 12    |
| 3º   | Anton Mang             | Kawasaki        | +15.960   | 10      | 10    |
| 4º   | Jacques Bolle          | Yamaha          | +18.760   | 9       | 8     |
| 5º   | Donnie Robinson        | Yamaha          | +19.450   | 28      | 6     |
| 6º   | Jean-Louis Guignabodet | Kawasaki        | +20.230   | 12      | 5     |
| 7º   | Antonio Neto           | Yamaha          | +20.450   | 8       | 4     |
| 8º   | Jeffrey Sayle          | Armstrong-Rotax | +42.280   | 11      | 3     |
| 9º   | Christian Sarron       | Yamaha          | +42.500   | 18      | 2     |
| 10º  | Martin Schouten        | Yamaha          | +54.460   | 20      | 1     |
| 11º  | Edoardo Alemán         | Yamaha          | +54.660   |         |       |
| 12º  | Franco Marcheggiani    | Yamaha          | +1:03.890 | 15      |       |
| 13º  | Tony Head              | Waddon-Rotax    | +1:04.350 | 27      |       |
| 14º  | Pierre Bolle           | Yamaha          | +1:05.650 | 13      |       |
| 15º  | Gabriel Grabia         | Yamaha          | +1:14.920 | 21      |       |
| 16º  | Pierluigi Aldrovandi   | Yamaha          | +1:27.300 | 22      |       |
| 17º  | Enrique de Juan        | Yamaha          | +1 giro   |         |       |
| 18º  | Bruno Lüscher          | Yamaha          |           | 30      |       |

### Ritirati
| Pilota              | Motocicletta | Griglia |
| ------------------- | ------------ | ------- |
| Jean-François Baldé | Kawasaki     | 1       |
| Didier de Radiguès  | Chevallier   | 3       |
| Roland Freymond     | MBA          | 5       |
| Paolo Ferretti      | MBA          | 7       |
| Jacques Cornu       | Yamaha       | 14      |
| Richard Schlachter  | Waddon       | 16      |
| Sito Pons           | Rotax        | 17      |
| Siegfried Minich    | Rotax        | 19      |
| Eero Hyvärinen      | Yamaha       | 23      |
| Marcellino Garcia   | Yamaha       | 24      |
| Karl-Thomas Grässel | Yamaha       | 25      |
| Antonio Garcia      | Yamaha       | 26      |
| Rafael Olavarria    | Yamaha       | 29      |

### Non partito
| Pilota        | Motocicletta | Griglia |
| ------------- | ------------ | ------- |
| Martin Wimmer | Yamaha       | 2       |

## Classe 125
30 piloti alla partenza.

### Arrivati al traguardo
| Pos. | Pilota               | Motocicletta | Tempo     | Griglia | Punti |
| ---- | -------------------- | ------------ | --------- | ------- | ----- |
| 1º   | Ángel Nieto          | Garelli      | 47:09.860 | 3       | 15    |
| 2º   | Eugenio Lazzarini    | Garelli      | +0.210    | 1       | 12    |
| 3º   | Pierluigi Aldrovandi | MBA          | +5.980    | 5       | 10    |
| 4º   | Hans Müller          | MBA          | +6.990    | 7       | 8     |
| 5º   | Jean-Claude Selini   | MBA          | +19.810   | 9       | 6     |
| 6º   | Johnny Wickström     | MBA          | +22.230   | 12      | 5     |
| 7º   | Bruno Kneubühler     | MBA          | +28.080   | 13      | 4     |
| 8º   | Ricardo Tormo        | Sanvenero    | +33.950   | 22      | 3     |
| 9º   | Maurizio Vitali      | MBA          | +42.100   | 10      | 2     |
| 10º  | Gerhard Waibel       | Seel-MBA     | +42.800   | 11      | 1     |
| 11º  | Alfred Waibel        | MBA          | +1:29.830 | 21      |       |
| 12º  | Per-Edvard Carlsson  | Bakker-MBA   | +1:30.320 | 26      |       |
| 13º  | Matti Kinnunen       | MBA          | +1:40.100 | 17      |       |
| 14º  | Willy Pérez          | MBA          | +1:51.780 | 14      |       |
| 15º  | Jacky Hutteau        | MBA          | +1 giro   | 25      |       |
| 16º  | Henk van Kessel      | MBA          |           | 23      |       |
| 17º  | Erich Klein          | MBA          |           | 28      |       |
| 18º  | Peter Sommer         | MBA          |           | 24      |       |
| 19º  | Giuseppe Ascareggi   | MBA          | +2 giri   | 30      |       |

### Ritirati
| Pilota             | Motocicletta | Griglia |
| ------------------ | ------------ | ------- |
| Pier Paolo Bianchi | Sanvenero    | 2       |
| Ivan Palazzese     | MBA          | 4       |
| Hugo Vignetti      | Sanvenero    | 6       |
| August Auinger     | MBA          | 8       |
| Olivier Liegeois   | Sanvenero    | 15      |
| Stefan Dörflinger  | Morbidelli   | 16      |
| Jan Bäckström      | MBA          | 18      |
| Bady Hassaine      | MBA          | 19      |
| Alex Bedford       | MBA          | 20      |
| Andrés Sánchez     | MBA          | 27      |
| Antonio Boronat    | MBA          | 29      |

## Classe 50
30 piloti alla partenza.

### Arrivati al traguardo
| Pos. | Pilota              | Motocicletta | Tempo     | Griglia | Punti |
| ---- | ------------------- | ------------ | --------- | ------- | ----- |
| 1º   | Stefan Dörflinger   | Kreidler     | 34:57.770 | 1       | 15    |
| 2º   | Eugenio Lazzarini   | Garelli      | +10.440   | 2       | 12    |
| 3º   | Claudio Lusuardi    | Moto Villa   | +37.410   | 4       | 10    |
| 4º   | Theo Timmer         | Bultaco      | +46.950   | 3       | 8     |
| 5º   | Giuseppe Ascareggi  | Minarelli    | +53.740   | 15      | 6     |
| 6º   | Jorge Martínez      | Bultaco      | +54.440   | 6       | 5     |
| 7º   | George Looijesteijn | Kreidler     | +1:00.070 | 9       | 4     |
| 8º   | Hans Spaan          | Kreidler     | +1:00.900 | 12      | 3     |
| 9º   | Rolf Blatter        | Kreidler     | +1:05.480 | 7       | 2     |
| 10º  | Hagen Klein         | Massa Real   | +1:16.990 | 11      | 1     |
| 11º  | Richard Bay         | Maico        | +1 giro   | 24      |       |
| 12º  | Ramón Galí          | Bultaco      |           | 17      |       |
| 13º  | Yves Dupont         | Kreidler     |           | 14      |       |
| 14º  | Giuliano Gerani     | BBFT         |           | 18      |       |
| 15º  | Ingo Emmerich       | Kreidler     |           | 20      |       |
| 16º  | Gerhard Waibel      | Schuster     |           | 13      |       |
| 17º  | Gerhard Singer      | Kreidler     |           | 30      |       |
| 18º  | Jos van Dongen      | Bultaco      |           | 27      |       |
| 19º  | Henrique Sande      | Kreidler     |           | 22      |       |
| 20º  | Thomas Engl         | Engl         |           | 26      |       |
| 21º  | Reiner Koster       | Kreidler     | +2 giri   | 29      |       |

### Ritirati
| Pilota            | Motocicletta | Griglia |
| ----------------- | ------------ | ------- |
| Ricardo Tormo     | Bultaco      | 5       |
| Rainer Kunz       | FKN          | 8       |
| Henk van Kessel   | Kreidler     | 10      |
| Joaquin Gali      | Bultaco      | 16      |
| Hubert Genoud     | Engl         | 23      |
| Daniel Mateos     | Bultaco      | 21      |
| Joe Genoud        | Kreidler     | 23      |
| Yves Le Toumelin  | Kreidler     | 25      |
| Pascal Kambourian | Benitaco     | 28      |

## Fonti e bibliografia
- Stampa Sera, 24 maggio 1982, pag. 16
- El Mundo Deportivo, 24 maggio 1982, pagg. 34-35